# Болімовська-Весь
Болімовська-Весь (пол. Bolimowska Wieś) — село в Польщі, у гміні Болімув Скерневицького повіту Лодзинського воєводства.
Населення — 88 осіб (2011).
У 1975-1998 роках село належало до Скерневицького воєводства.

## Демографія
Демографічна структура станом на 31 березня 2011 року:
|          | Загалом | Допрацездатний вік | Працездатний вік | Постпрацездатний вік |
| -------- | ------- | ------------------ | ---------------- | -------------------- |
| Чоловіки | 40      | 8                  | 26               | 6                    |
| Жінки    | 48      | 9                  | 26               | 13                   |
| Разом    | 88      | 17                 | 52               | 19                   |